# Hesperumia ochreata
Hesperumia ochreata là một loài bướm đêm trong họ Geometridae.